# New Breed (음반)
《New Breed》는 박재범의 첫 번째 정규 음반이다. 2011년 12월 28일에 선공개한 NEW BREED Part.1에 수록된 5곡을 포함하여 2012년 2월 10일에 발매되었다. 이 앨범은 알앤비/소울, 힙합, 팝까지 다양한 장르로 이루어져 있다. 박재범이 앨범 전체 프로듀싱을 담당하여 수록곡의 80%를 작사, 작곡하였고, 이 앨범으로 인해 박재범은 아이돌에서 뮤지션으로 거듭났다는 평가를 받았다. 또한 이 앨범은 타이거 JK, 윤미래, 다이나믹 듀오, Bizzy, Dok2, 더 콰이엇 등 화려한 퓨쳐링진과 함께 저스틴 팀버레이크, 리아나, 크리스 브라운, 브리트니 스피어스등 세계적인 아티스트와 함께 작업한 바 있는 유명 프로듀서 롭 녹스 또한 앨범 작업에 참여하여 화제를 모았다.

## 특징
- 이 앨범은 프로모션없이 빌보드 월드 앨범 차트 4위, 히트시커스 앨범 차트 16위에 올라 미국 진출 가능성을 인정받았다.[3]

## 수록곡
1. New Breed (Intro)
2. Know Your Name (Feat. Dok2) (타이틀곡)
3. Girl Friend
4. Up And Down (Feat. Dok2)
5. I Love You (Feat. 다이나믹 듀오) (후속곡)
6. Go
7. I Got Your Back
8. 별 (Star)
9. 놀러와 (Come On Over)
10. 전화기를 꺼놔 (Turn Off Your Phone)
11. 너 없이 안돼 (Acoustic Ver.)
12. Aom&1llionaire (Feat. 더 콰이엇 & Dok2)
13. Enjoy The Show (Feat. 더 콰이엇 & Dok2)
14. 훅 갔어 (Wasted) (Feat. Bizzy)
15. Clap (Feat. 타이거 JK & 윤미래)